# Блокада правої ніжки пучка Гіса
Блокада правої ніжки пучка Гіса (БПНПГ) — один із видів порушення внутрішньошлуночкової провідності.
Патологія провідної системи серця. Розрізняють повну та неповну блокади правої ніжки пучка Гіса.
Інакше — блокада правої ніжки пучка Гіса (скорочено RSB від англ. блокади правої ніжки пучка), є порушенням провідної системи серця, а також результатом електрокардіограми (ЕКГ).
Порушення провідності «блокада правої ніжки пучка Гіса» не викликає жодних симптомів, але як і блокада лівої ніжки пучка Гіса, може бути ознакою серйозного захворювання серця або іншого навантаження на праву головну камеру. Причинами блокади правої ніжки пучка Гіса є порушення кровообігу, запалення серця або об’ємне навантаження правого шлуночка, рідше – отруєння. Але часто причину встановити не вдається. Спеціальна терапія не потрібна.
Вигляд ЕКГ «блокада правої ніжки пучка Гіса» вирізняється зміною комплексу QRS, що свідчить про активацію камер серця на ЕКГ. Ці зміни можуть відбуватися в різних формах. Як «повна блокада правої ніжки пучка Гіса», вони вказують на порушення провідності правої ніжки пучка Гіса (Тавари), яка забезпечує правий шлуночок як частина провідної системи серця. Однак, як «неповна блокада правої ніжки пучка Гіса», вони також можуть бути наявними у людей зі здоровим серцем без будь-якого патологічного значення.

## Нормальне проведення збудження

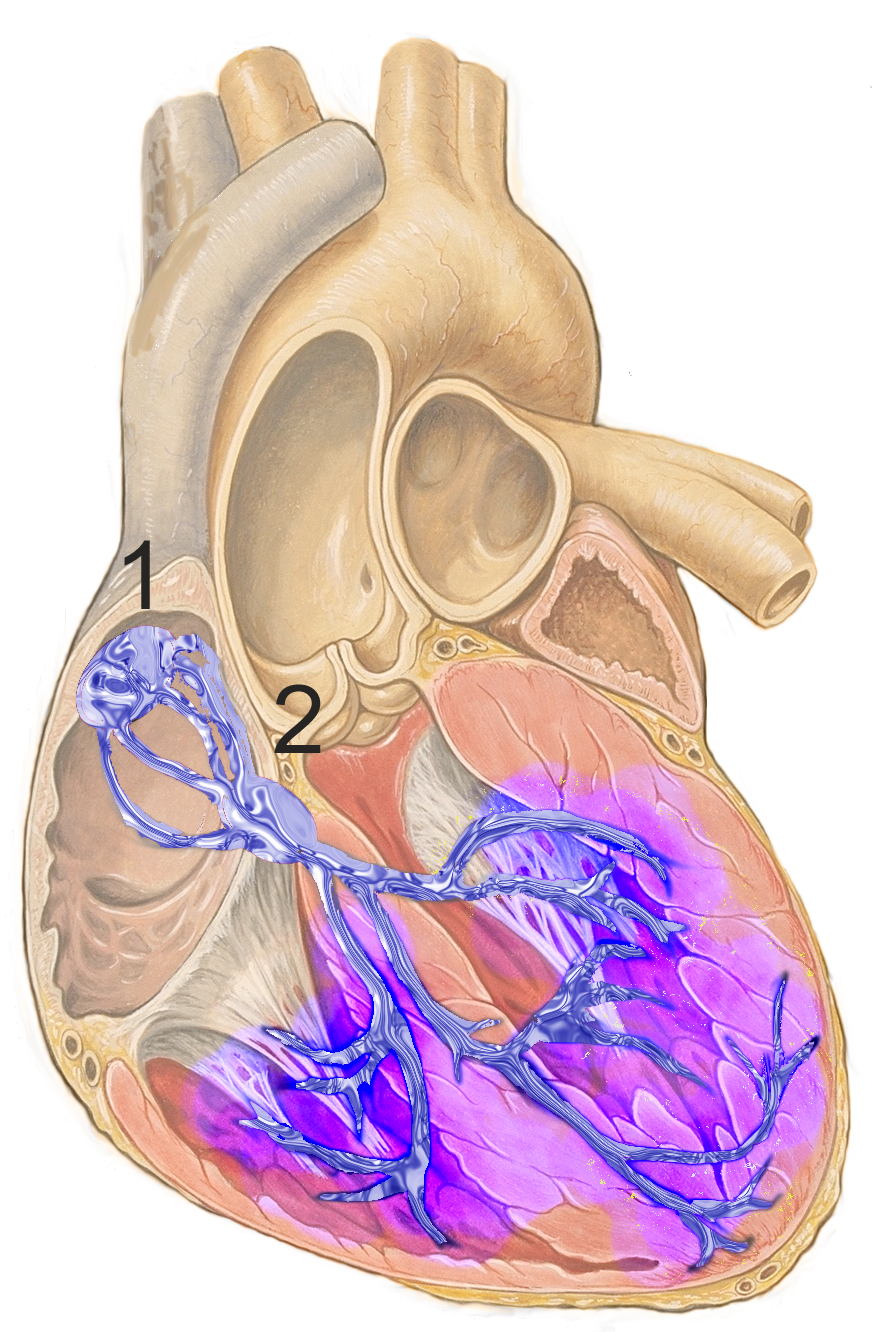
Усі відділи серцевого м’яза збуджуються майже одночасно (фіолетовий колір).

У провідній системі серця швидкість провідності близько двох метрів на секунду (м/с), тобто настільки висока, що в середньому п’ять-десять сантиметрів від AV-вузла до верхівки серця людини, долаються за 25-50 мілісекунд ( РС). Сам атріовентрикулярний вузол є винятком, оскільки він затримує проведення збудження від передсердь до шлуночків, аби забезпечити те, що шлуночки матимуть достатній час для наповнення. М’язові клітини на внутрішній стінці обох камер серця деполяризуються майже одночасно протягом кількох мілісекунд. Звідти збудження поширюється на решту м’язів шлуночків зі швидкістю близько одного метра на секунду.
Такий спосіб поширення збудження неушкодженою провідною системою серця, сприяє одночасному скороченню м’язів лівої та правої камер серця на початку фази систоли.

## Патофізіологія
У разі пошкодження правої ніжки пучка, лівий шлуночок збуджується своєчасно, а правий шлуночок збуджується обхідним шляхом крізь ліву ніжку пучка.
За повної блокади правої ніжки пучка Гіса, передавання електричних імпульсів у правій ніжці Тавари, сповільнюється або повністю припиняється. Поки діє хоча б одна гілка лівої ніжки пучка Гіса, збудження поширюється від його кінцевих гілок до м’язів правого шлуночка. Їх м’язові клітини деполяризуються приблизно на 50 мс пізніше, ніж клітини лівого шлуночка. Ця затримка пов'язана з обходом імпульсів крізь ліву ніжку пучка і більш повільним проведенням збудження в робочих м'язах (близько 1 м/с) порівняно з клітинами провідної системи серця (близько 2 м/с).

## Причини
Можливих причин блокади правої ніжки пучка Гіса багато. Вони різняться від легкого торкання шлуночкової перегородки під час катетеризації серця, до серйозних серцевих захворювань, таких як серцеві напади або навантаження на правий відділ серця у разі захворювань легенів (легеневе серце). Насамперед це спостерігається у молодих людей без видимої причини. Повна блокада правої ніжки пучка Гіса майже завжди має органічну причину. Неповна RSB, натомість, може мати інші причини, крім невеликої затримки провідності в правій ніжці пучка, а також може виникати за звичайного проведення збудження.

## Приклади

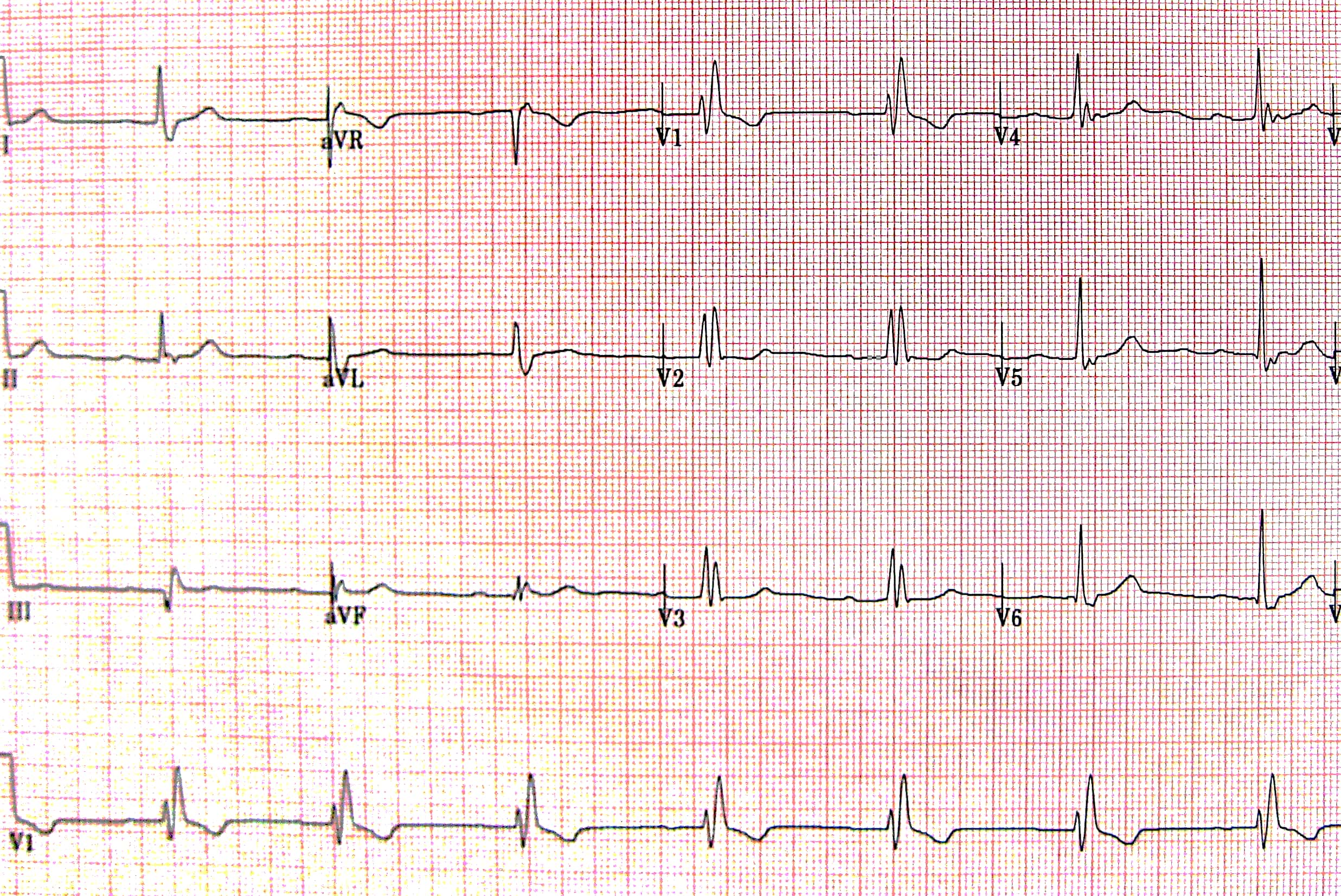
ПБПНПГ
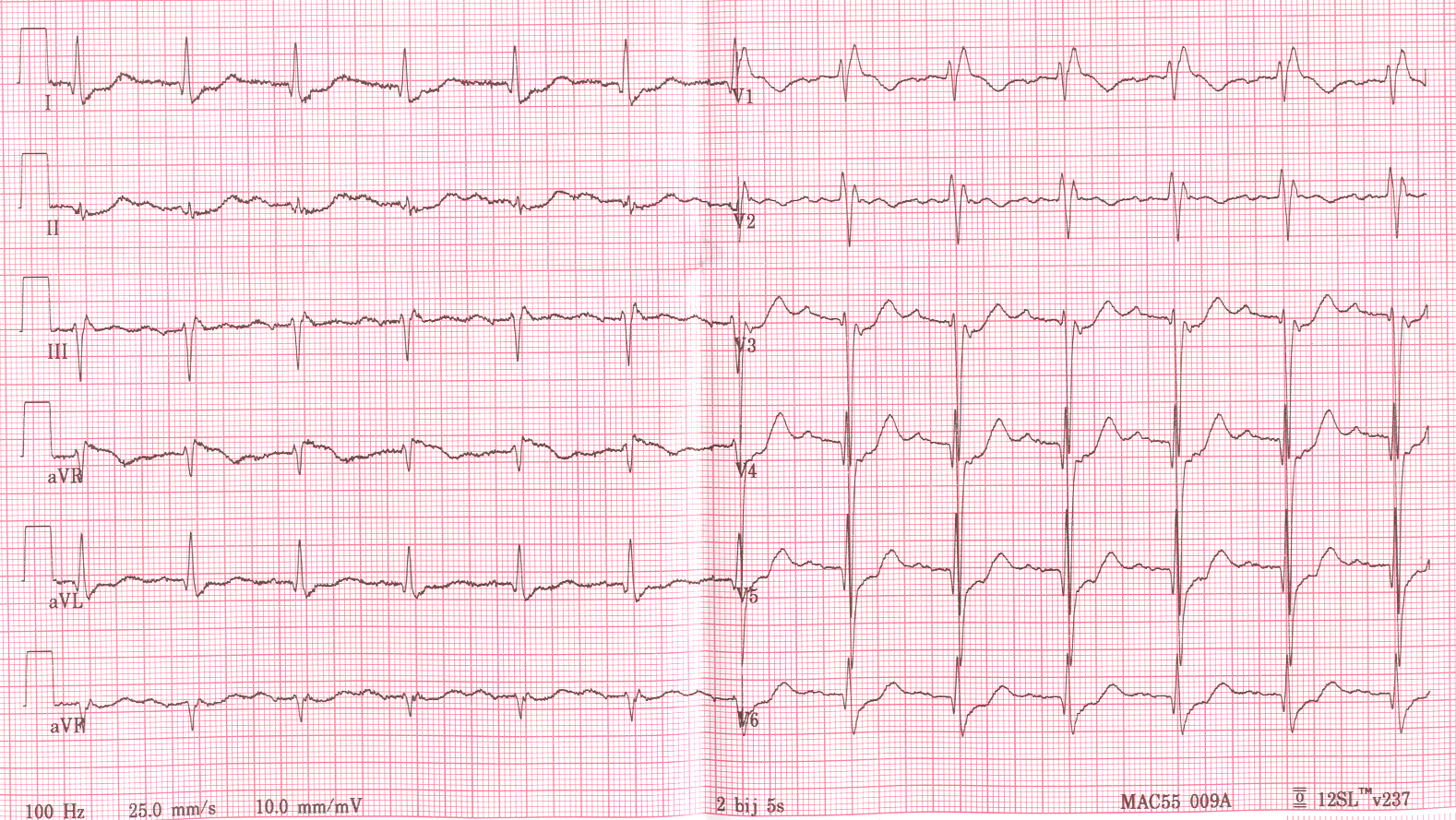
ПБПНПГ та АВ-блокада I ступеня
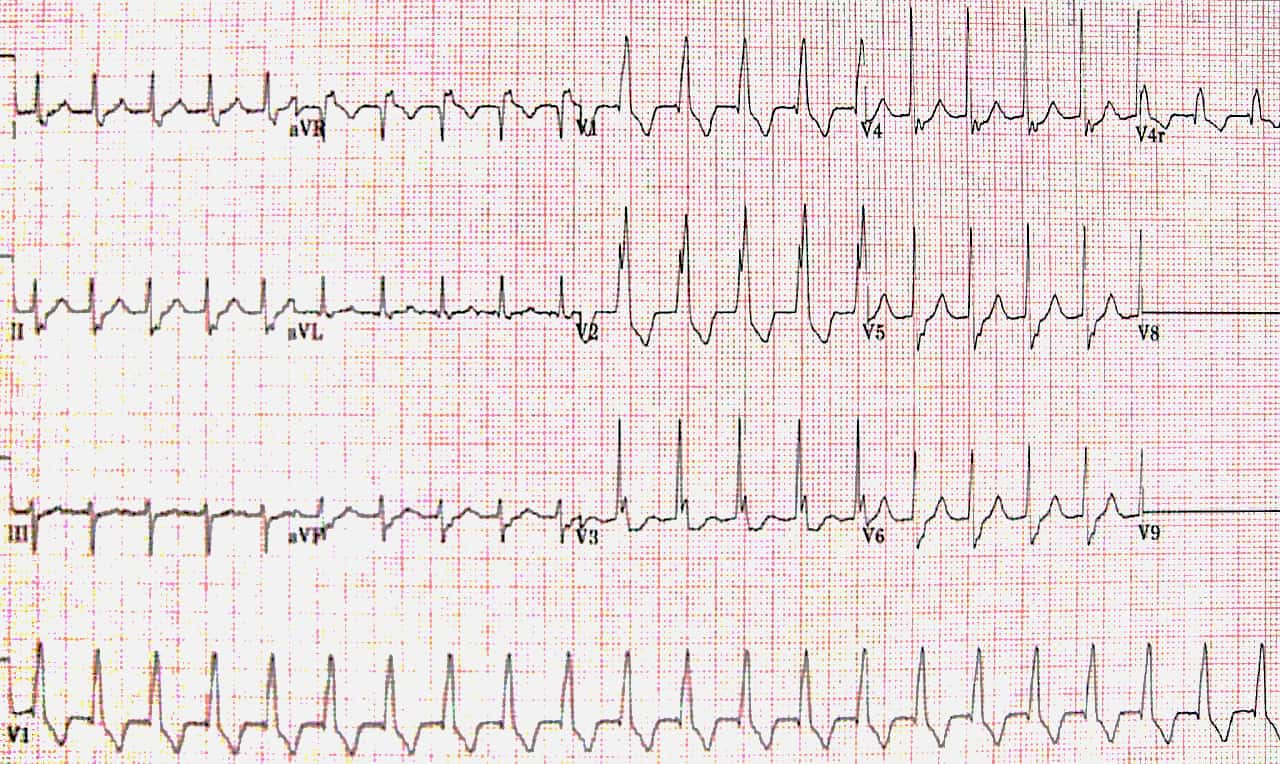
ПБПНПГ та синусова тахікардія